# Mysteryland
Mysteryland ist ein jährlich stattfindendes Festival der Elektronischen Tanzmusik in den Niederlanden. Es wurde 1993 erstmals veranstaltet und wuchs bis heute auf Besucherzahlen von über 110.000. Das Mysteryland gilt als Hauptinspiration des Tomorrowlands.

## Geschichte
Ins Leben gerufen wurde das Mysteryland im Jahr 1993 vom Veranstalter ID&T, womit es als das älteste Festival seiner Art gilt. Ausgetragen wurde es auf der Motorsportbahn Midland Circuit in Lelystad, den Niederlanden. Mit DJs wie Buzz Fuzz, Gizmo und The Prophet spezialisierte sich das Festival auf härtere Stile wie Hardcore Techno und Gabber. In den Folgejahren wechselte das Mysteryland jährlich seinen Standort, während es 1995 abgesagt wurde.
Im Jahr 2003 ließ sich das Festival auf dem Floriade-Gelände in Haarlemmermeer nieder, wo es bis heute stattfindet. Im Laufe der Jahre änderte sich das Programm zunehmend, wodurch auch die stilistischen Charakterzüge sämtliche Änderungen erfuhren. Auftritte erfolgten unter anderem von DJs wie Armin van Buuren, David Guetta, Hardwell und Tiësto, womit der Stil mit Wachstum der Festival-Szene seit den 2010ern als EDM verallgemeinert wird.
Die Veranstaltung wird zum Teil unter freiem Himmel, teilweise aber auch in Zelten organisiert.
2011 fand erstmals ein Ableger des Festivals in Chile statt. Dieser wurde 2014 in eine US-Version umfunktioniert, die jedoch 2017 abgesagt wurde.
|  |  |
|  |  |